# 野中温泉ユースホステル
野中温泉ユースホステル（のなかおんせんユースホステル）は、日本ユースホステル協会に加盟していた北海道のユースホステル。
雌阿寒温泉に立地し、施設独自に自然湧出の源泉を有していた。2011年3月31日付を以って宿泊業を閉業し、ユースホステルとしての契約を解除した。以降は、日帰り入浴施設「野中温泉」として営業している。

## 設備
以下は閉館時の設備の状況である。
- 個人や小グループに適していた
- グループで一室利用可
- 余裕があればグループで一室利用可
- 駐車場あり
- 荷物預かりあり
- 周辺にスキー場あり
- 施設内に温泉あり
- 周辺に温泉あり